# Andrij Korniew
Andrij Wołodymyrowycz Korniew, ukr. Андрій Володимирович Корнєв (ur. 1 listopada 1978 w Kijowie) – ukraiński piłkarz, grający na pozycji pomocnika.

## Kariera piłkarska

### Kariera klubowa
W 1996 rozpoczął karierę piłkarską w trzeciej drużynie Dynamo-3 Kijów. W następnym roku przeniósł się do przeszedł do Obołoni Kijów, a potem występował w klubach Systema-Boreks Borodzianka i Arsenał Charków. W sierpniu 2004 przeszedł do Tawrii Symferopol. W grudniu 2006 zmienił klub na Czornomoreć Odessa. W styczniu 2009 powrócił do Tawrii Symferopol. 22 listopada 2011 za obopólną zgodą kontrakt został rozwiązany.

## Sukcesy i odznaczenia

### Sukcesy klubowe
- brązowy medalista Perszej Lihi Ukrainy: 2001/02
- zdobywca Pucharu Ukrainy: 2009/10
- finalista Superpucharu Ukrainy: 2010